# TT15
La tombe thébaine TT 15 est située à Dra Abou el-Naga, dans la nécropole thébaine, sur la rive ouest du Nil, face à Louxor en Égypte.
C'est la sépulture de Tétiky, qui est maire de Thèbes sous le règne d'Ahmôsis Ier, au début de la XVIIIe dynastie.
Tétiky est le fils de Rahotep, surveillant du harem du lac et de Sensonb. La femme de Tétiky se nomme Senby.

## Description
La décoration de cette tombe commence par une représentation d'Ahmès-Néfertary, l'épouse du roi, offrant à Hathor, et portant la coiffe gazelle des femmes. Le tombeau a été endommagé à cause des pillages, et le Louvre a récemment restitué plusieurs décors de la tombe.